# Bhiksha
Bhiksha (Sanskrit: भिक्षा, bhikṣā; Pali: 𑀪𑀺𑀓𑁆𑀔𑀸, bhikkhā) ist eine Bezeichnung für das Almosengeben, die in den indischen Religionen, Jainismus, Buddhismus und Hinduismus, genutzt wird. Es wird auch oft als Bezeichnung für das von Almosen erworbene Essen genutzt.

## Buddhismus

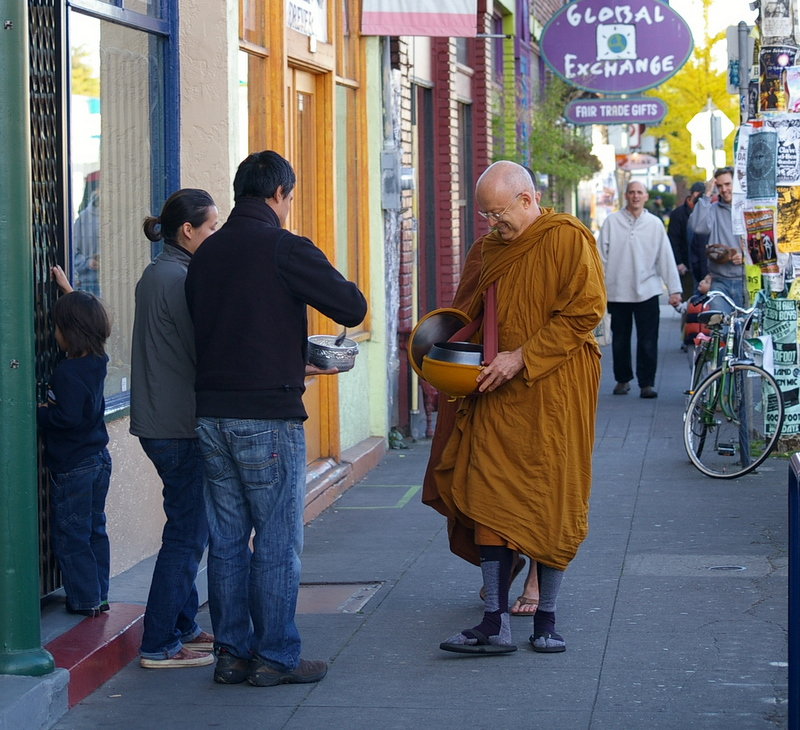
Ṭhānissaro während dem piṇḍacāra, piṇḍapāta bekommend

Im Buddhismus nimmt bhiksha die Form der klösterlichen Almosenrunde (Pali: 𑀧𑀺𑀡𑁆𑀟𑀘𑀸𑀭, piṇḍacāra) an, in der Mönche sich Laien verfügbar machen, um Almosen in Form von Essen zu erbetteln (Pali: 𑀧𑀺𑀡𑁆𑀟𑀧𑀸𑀢, piṇḍapāta).
Buddhistische Möche heißen bhikkhu (Pali) oder bhikṣu (Sanskrit), Nonnen bhikkhunī (Pali) oder bhikṣunī (Sanskrit), übersetzt 'Almosenmann' bzw. 'Almosenfrau'.

## Hinduismus

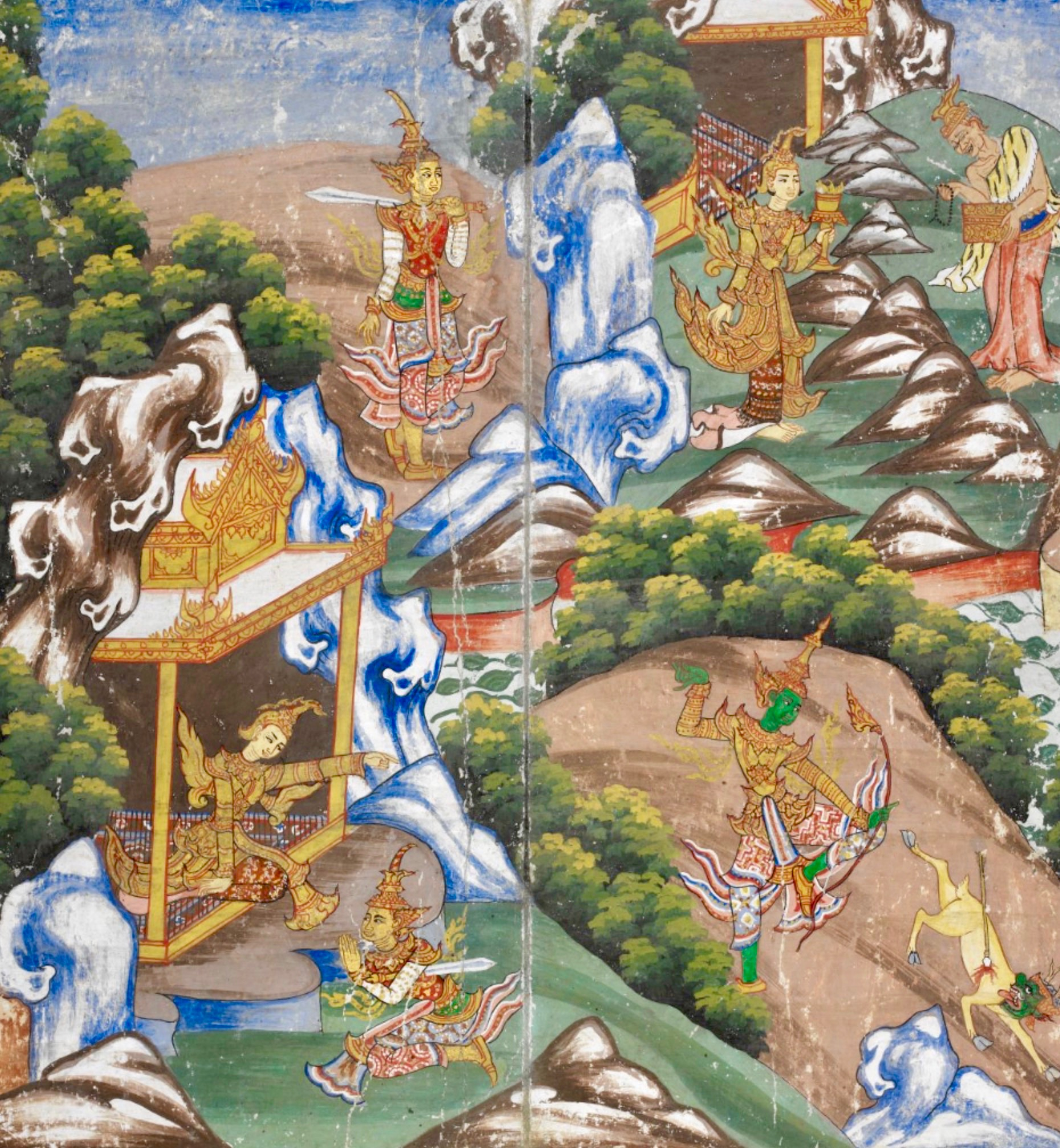
Ravana bettelt Sita um bhiksha, Manuskript aus dem 19. Jhd.

Bhiksha ist eine hinduistische Tradition, in der nach Almosen gefragt wird, mit dem Zweck der Selbstvergegenwärtigung oder zur Bezwingung seines Egos. Andere Formen des Spendens und Bettelns sind dakshina (einem Guru ein Geschenk anbieten) und dāna (ein unerwidertes Geschenk für jemanden in Not).
Normalerweise ist bhiksha das Mahl, das einem sadhu Sannyasin oder Mönch zubereitet wird, wenn diese Person einen frommen hinduistischen Haushalt besucht. Gelegentlich bezeichnet bhiksha auch das Spenden von Gold, Vieh und sogar Land, die die Brahmanen im Austausch von Karma Kāṇḍa bekommen. Es wird auch Schülern Gurus angeboten.
Bhiksha ist auch in religiöse Rituale integriert, beispielsweise bhikshacharanam, das das Betteln von Almosen nach der Fadenzeremonie beinhält, wo "bhavati bhiksham dehi" gesagt wird.
Das Konzept einer Gottheit oder Wesens, das bhiksha sucht, erscheint in der hinduistischen Literatur, wie im Ramayana, in dem sich Ravana als Parivrajaka verkleidet, der um Almosen bettelt, um Sita aus ihrem Exil zu locken. Als sie dann ihm bhiksha anbietet, entführt er sie nach Lanka auf seinem pushpaka vimana.